# 陈哲敏
陈哲敏（英語： 或 ，1909年—1961年8月26日），又名陈文中，四川渠縣人，1950年代中国天主教“四大才子”（董世祉、张伯达、陳哲敏、沈士賢）之一，羅馬傳信大學教授、哲學博士。

## 生平
1946年，羅馬教廷派遣第一任驻华公使黎培理主教，陈哲敏担任其中文秘書。1947年，黎培理指示陈哲敏和趙玉明（东北林东监牧区主教）等人协助華理柱主教创办全国性的天主教教务领导和协调机构天主教中华全国教务协进委员会（Catholic Central Brueau）。1948年，陈哲敏到震旦女子文理學院兼课，任大學一年級倫理學教授、二年級哲學教授。他借机接触青年学生，鼓励他们忠于天主教信仰，不可退让：“二個人在扶梯上打架，你如退下一級，再要上來就得上二步，豈不更困難？”有人认为是聖母軍惹出的禍，陈哲敏說：“如果沒有聖母軍，就會找聖母會，找聖體軍，或其他傳教團體，最後是打擊整個教會”。这样，他在青年学生中激发起前所未有的宗教热情。
1951年9月6日，陳哲敏、沈士賢、侯之正，高樂康（Le Grand），赵玉明（Mg. Prevost）5人在上海天主教協進會，莫克勤神父在高隆邦會同日被捕。
陳哲敏神父被捕後，先關在上海市南車站路看守所（关押特务的地方）。陈哲敏在狱中曾用粪桶向莫克勤神父传送信息：（我是陈哲敏，我从未说过关于黎培里的事，请不要相信他们。）。
1960年3月17日，同1955年9月8日被捕的龔品梅主教等人一起被判刑（本地神職人員：朱雪帆、劉季澤、張希斌、陳哲敏、傅鶴洲、李度、侯之正（已在監房內病逝）；耶稣会：王仁生、朱樹德、蔡石方、朱洪聲、陳天祥、陳雲棠、金鲁贤）。陳哲敏、張希斌、朱樹德處20年徒刑。
判刑后，陳哲敏、傅鶴洲、王仁生、朱樹德4人一起被送到安徽黃山，修築从宾馆向上的公路。8月中旬，調到長江邊的狄港新生採石廠湖花場分場。陈哲敏与家人音信不通，生活尤为困苦。1961年8月16日，陈哲敏調到位于巢湖地区庐江县境内地势低洼的白湖農場（安徽省最大的监狱劳改农场）老十二大隊（重勞改大隊）。8月26日下午，陳哲敏神父因營養极度缺乏、勞役過重，餓死在送往農場医院的小船上，上海教區的理財司鐸傅鶴洲神父為其傅油。遺體葬于白湖醫院的馬家山上。

## 著作
- 《公教与文化》，上智编译馆，1950
- 《天主教术语名辞汉译问题》，19??